# Bulgarischer Fußballpokal 1985/86
Der Bulgarischer Fußballpokal 1985/86 war die 46. Austragung des Pokalwettbewerbs im Fußball in Bulgarien. Im Finale kam es zur Neuauflage des letztjährigen Endspiels. Witoscha Sofia konnte sich erfolgreich revanchieren und besiegte ZFKA Sredez Sofia mit 2:1. Durch den Sieg qualifizierte sich Witoscha für den Europapokal der Pokalsieger 1986/87.

## Modus
In allen Runden wurde der Sieger in einem Spiel entschieden. Bei unentschiedenem Ausgang gab es eine Verlängerung von zweimal 15 Minuten und gegebenenfalls ein Elfmeterschießen. Das Achtel- und Viertelfinale wurde in jeweils vier Gruppen gespielt.

## Teilnehmer
| A Grupa (16) | A Grupa (16) | B Grupa (20) | B Grupa (20) |
| --- | --- | --- | --- |
| - Akademik Swischtow - DFS Beroe Stara Sagora - FC Botew Wraza - FC Dunaw Russe - Etar Weliko Tarnowo - DFS Lokomotive Plowdiw - Lokomotive Sofia - DFS Pirin Blagoewgrad | - ZSK Slawia Sofia - DFS Sliwen - FK Spartak Plewen - Spartak Warna - AFD Trakia Plowdiw - Tscherno More Warna - Witoscha Sofia - ZFKA Sredez Sofia | - Arda Kardschali - FC Balkan Botewgrad - FK Chaskowo - FC Dimitrowgrad - Dobrudscha Tolbuchin - Dorostol Silistra - Ludogorez Rasgrad - DFS Osam Lowetsch - Lok Gorna Orjachowiza - Lokomotive Russe | - Minjor Pernik - Neftochimik Burgas - Rilski Sportist Samokow - Rosowa Dolina Kasanlak - Septemwrijska Slawa Michailowgrad - Spartak Plowdiw - Swetkawiza Targowischte - FC Tschernomorez Burgas - FC Tschirpan - Wichren Sandanski |

## 1. Runde
Teilnehmer: Die 20 Zweitligisten
|                                   | Ergebnis              |                         |
| --------------------------------- | --------------------- | ----------------------- |
| FC Dimitrowgrad                   | 1:0                   | Dorostol Silistra       |
| Lokomotive Russe                  | 1:0                   | Swetkawiza Targowischte |
| FC Tschernomorez Burgas           | 4:1                   | Rilski Sportist Samokow |
| FC Tschirpan                      | 1:0                   | Rosowa Dolina Kasanlak  |
| Neftochimik Burgas                | 1:0                   | Lok Gorna Orjachowiza   |
| FC Balkan Botewgrad               | 1:0                   | FK Chaskowo             |
| Ludogorez Rasgrad                 | 4:1                   | Minjor Pernik           |
| Septemwrijska Slawa Michailowgrad | 2:1                   | Dobrudscha Tolbuchin    |
| Wichren Sandanski                 | 2:0                   | DFS Osam Lowetsch       |
| Arda Kardschali                   | 0:0 n. V. (4:3 i. E.) | Spartak Plowdiw         |

## 2. Runde
Teilnehmer: Die zehn Sieger der 1. Runde und die neun Erstligisten, die in der Saison 1984/85 die Plätze sechs bis vierzehn belegten, sowie die beiden Aufsteiger aus der B Grupa 1984/85. Die Spiele fanden am 16. Oktober 1985 statt.
|                                   | Ergebnis              |                         |
| --------------------------------- | --------------------- | ----------------------- |
| FC Dimitrowgrad                   | 0:2                   | Neftochimik Burgas      |
| Lokomotive Russe                  | 4:1                   | Akademik Swischtow      |
| FC Tschirpan                      | 2:1 n. V.             | FC Botew Wraza          |
| Etar Weliko Tarnowo               | 3:2                   | ZSK Slawia Sofia        |
| Spartak Warna                     | 2:1                   | FC Tschernomorez Burgas |
| Ludogorez Rasgrad                 | 5:3                   | Wichren Sandanski       |
| Septemwrijska Slawa Michailowgrad | 3:2                   | Tscherno More Warna     |
| Arda Kardschali                   | 1:2 n. V.             | FC Dunaw Russe          |
| FK Spartak Plewen                 | 2:2 n. V. (4:2 i. E.) | DFS Beroe Stara Sagora  |
| DFS Sliwen                        | 4:2 n. V.             | DFS Lokomotive Plowdiw  |
| FC Balkan Botewgrad               | Freilos               |                         |

## Achtelfinale
Teilnehmer: Die elf Sieger der 2. Runde, sowie die fünf besten Erstligisten der Saison 1984/85. Die Spiele fanden am 2. Februar 1986 statt.

### Gruppe 1
|                  | Ergebnis |                                   |
| ---------------- | -------- | --------------------------------- |
| Witoscha Sofia   | 3:1      | AFD Trakia Plowdiw                |
| Lokomotive Sofia | 2:0      | Septemwrijska Slawa Michailowgrad |

### Gruppe 2
|                   | Ergebnis |                   |
| ----------------- | -------- | ----------------- |
| ZFKA Sredez Sofia | 4:2      | FC Tschirpan      |
| Lokomotive Russe  | 2:0      | Ludogorez Rasgrad |

### Gruppe 3
|                     | Ergebnis |                     |
| ------------------- | -------- | ------------------- |
| Etar Weliko Tarnowo | 9:1      | Neftochimik Burgas  |
| FC Dunaw Russe      | 2:1      | FC Balkan Botewgrad |

### Gruppe 4
|                   | Ergebnis  |                       |
| ----------------- | --------- | --------------------- |
| DFS Sliwen        | 5:0       | DFS Pirin Blagoewgrad |
| FK Spartak Plewen | 1:0 n. V. | Spartak Warna         |

## Viertelfinale
Die Spiele fanden am 5. Februar 1986 statt.

### Gruppe 1
|                | Ergebnis |                  |
| -------------- | -------- | ---------------- |
| Witoscha Sofia | 3:2      | Lokomotive Sofia |

### Gruppe 2
|                   | Ergebnis |                  |
| ----------------- | -------- | ---------------- |
| ZFKA Sredez Sofia | 3:1      | Lokomotive Russe |

### Gruppe 3
|                     | Ergebnis |                |
| ------------------- | -------- | -------------- |
| Etar Weliko Tarnowo | 2:1      | FC Dunaw Russe |

### Gruppe 4
|            | Ergebnis |                   |
| ---------- | -------- | ----------------- |
| DFS Sliwen | 3:2      | FK Spartak Plewen |

## Halbfinale
Die Spiele fanden am 8. Februar 1986 statt.
|                     | Ergebnis |                |
| ------------------- | -------- | -------------- |
| ZFKA Sredez Sofia   | 4:3      | DFS Sliwen     |
| Etar Weliko Tarnowo | 3:7      | Witoscha Sofia |

## Spiel um Platz 3
|                     | Ergebnis |            |
| ------------------- | -------- | ---------- |
| Etar Weliko Tarnowo | 2:0      | DFS Sliwen |

## Finale
| Paarung           | Witoscha Sofia – ZFKA Sredez Sofia |
| Ergebnis          | 2:1 (2:0) |
| Datum             | 27. April 1986 |
| Stadion           | Wassil-Lewski-Stadion, Sofia |
| Zuschauer         | 28.000 |
| Schiedsrichter    | Bogdan Dotschew |
| Tore              | 1:0 Michail Waltschew (3.) 2:0 Michail Waltschew (22.) 2:1 Georgi Slawkow (56., Foulelfmeter) |
| Witoscha Sofia    | Wladimir Deltschew – Krassimir Koew, Antoni Sdrawkow, Stoil Georgiew, Nikolaj Iliew – Dimitar Markow, Plamen Zwetkow, Georgi Jordanow, Wladko Schalamanow – Russi Gotschew (78. Rosen Krumow), Michail Waltschew Cheftrainer: Kiril Iwkow                              |
| ZFKA Sredez Sofia | Georgi Welinow – Nedjalko Mladenow, Ajdan Iljasow, Krassimir Besinski (83. Rumen Stojanow), Angel Tscherwenkow – Kostadin Jantschew, Iwaljo Kirow, Ruschin Kerimow (57. Emil Kostadinow) – Georgi Slawkow, Ljuboslaw Penew, Jordan Dimitrow Cheftrainer: Dimitar Penew |